# Ngày Phát thanh Thế giới
Ngày Phát thanh Thế giới, viết tắt là WRD (World Radio Day) là ngày 13 tháng Hai. 
Nó đã được công bố vào ngày 03/11/2011 ở Hội nghị toàn thể UNESCO thứ 36. Năm 2008, ngày này được Tây Ban Nha đề xuất, do Chủ tịch Radio Academy Tây Ban Nha ông Jorge Álvarez trình lên Tổng giám đốc UNESCO Koichirō Matsuura, và được ủng hộ.